# フーガ・マジステール
フーガ CM.170 マジステール
ベルギー空軍の曲技飛行隊「レ・ディアブル・ルージュ」の塗装が施されたマジステール
- 用途：練習機、COIN機
- 製造者：フーガ
- 運用者

  -  フランス（フランス空軍）
  -  イスラエル（イスラエル空軍）
  -  フィンランド（フィンランド空軍）
  -  ベルギー（ベルギー空軍）他
- 初飛行：1952年7月23日
- 生産数：921機
- 運用開始：1956年
- 運用状況：退役
- 派生型：CM.175 ゼフィール（フランス語版、英語版）（艦上練習機）

フーガ CM.170 マジステール（Fouga CM.170 Magister）は、フランスのフーガ社で開発されたジェット練習機。

## 概要
本機は世界で初めて、当初の設計からジェットエンジンを動力とする練習機として開発された機体である。特徴は110度傾斜したV字尾翼と主翼付け根にある2基のジェットエンジンである。また全高が低いため、背の高いパイロットは地上から直接搭乗することができる。試作機は1952年7月23日に初飛行した。
優れた操縦性と燃費の良さから、ベルギー、イスラエル、ブラジルなど多くの国に輸出され、ドイツ、フィンランド、イスラエルではライセンス生産もされた。また曲技飛行能力にも優れていたため、フランス空軍の曲技飛行隊パトルイユ・ド・フランスでも1964年から1980年まで使用された。フランスでの生産は1969年まで行われたが、フーガは1958年にポテに買収され、1967年にシュドになり、さらに1970年にアエロスパシアルとなったため、機名が何度も変わっている。
軽攻撃機としても運用可能であり、コンゴ動乱ではカタンガ政府軍のコンゴ国連軍への攻撃に使用され一定の活躍を収めたが、スウェーデン空軍のサーブ 29 トゥンナンによって全て地上で破壊された。第三次中東戦争ではイスラエル空軍が軽攻撃機として使用し、MiG-21と空中戦も行った。
本機は50年近くに渡って運用された。フランス空軍の最後の機体が退役したのは1996年のことで、イスラエルでは近代化改修によって2000年代に入ってもしばらく使われていた。

## 派生型

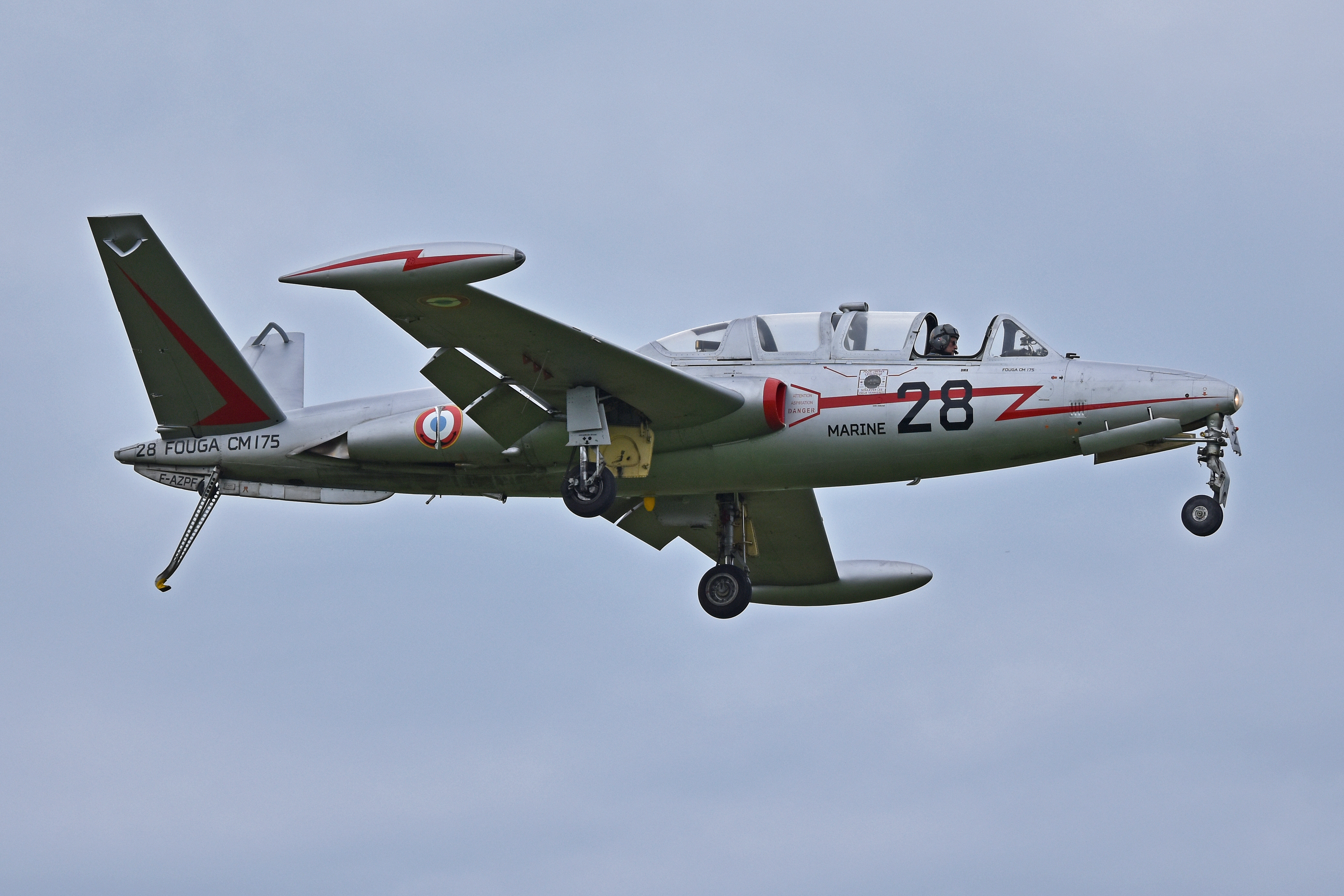
CM.175 ゼフィール

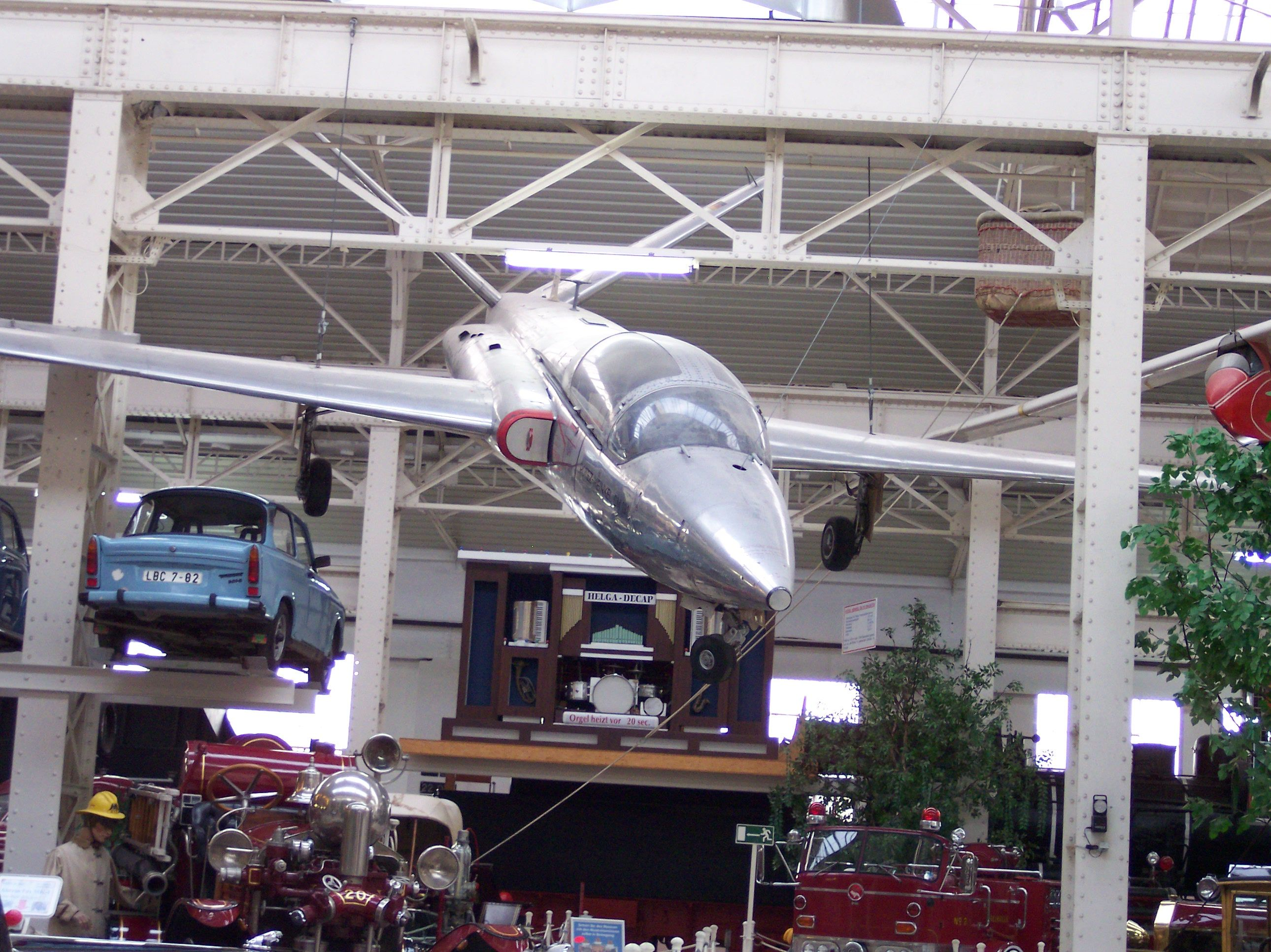
ポテ・ハインケル CM.191

- CM.170-1：チュルボメカ マルボレII エンジンを搭載した初期生産型。761機製造。
- CM.170-2：エンジンを出力4.7kNのマルボレIIAに換装したタイプ。137機製造。
- CM.173 シュペル・マジステール(Super Magister)：出力5.1kNのマルボレVIエンジン2機と射出座席を装備した機体。試作機が1機のみ製造。
- CM.175 ゼフィール(Zephyr)：フランス海軍向けにアレスティング・フックを装備した艦上練習機型。30機製造。
- CM.191：ポテとハインケルが共同開発したビジネスジェット機型。コックピットがサイド・バイ・サイド式に変更され、4人が搭乗できる。顧客があまりにも少なかったことから、試作のみに終わる。
- IAI ツヅキット(Tzukit)：軽攻撃能力向上を目的として主翼下のハードポイントを強化した、イスラエル空軍の近代化改修機。ツヅキットとはツグミの一種。
- フーガ 90：マジステールの後継として開発。エンジンを出力7.6kNのチュルボメカ アスタファンIVGに換装し、キャノピーを広視界型に変更、アビオニクスも近代化する予定であったが、発注を得られなかった。

## 運用国
ヨーロッパ
- フランス
  - フランス空軍
  - フランス海軍
- ベルギー
  - ベルギー空軍
- オーストリア
  - オーストリア陸軍
- フィンランド

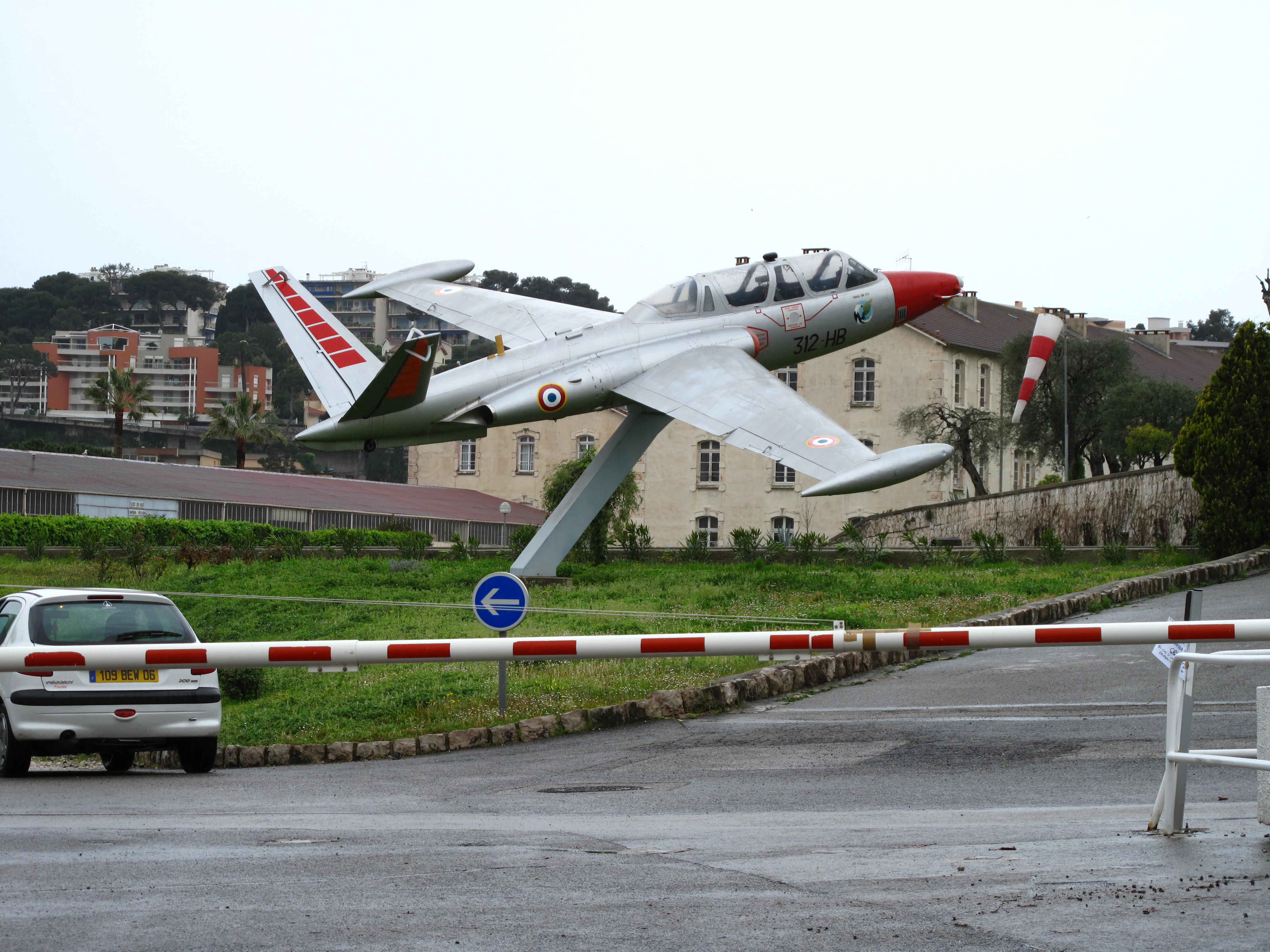
展示されるフランス空軍機

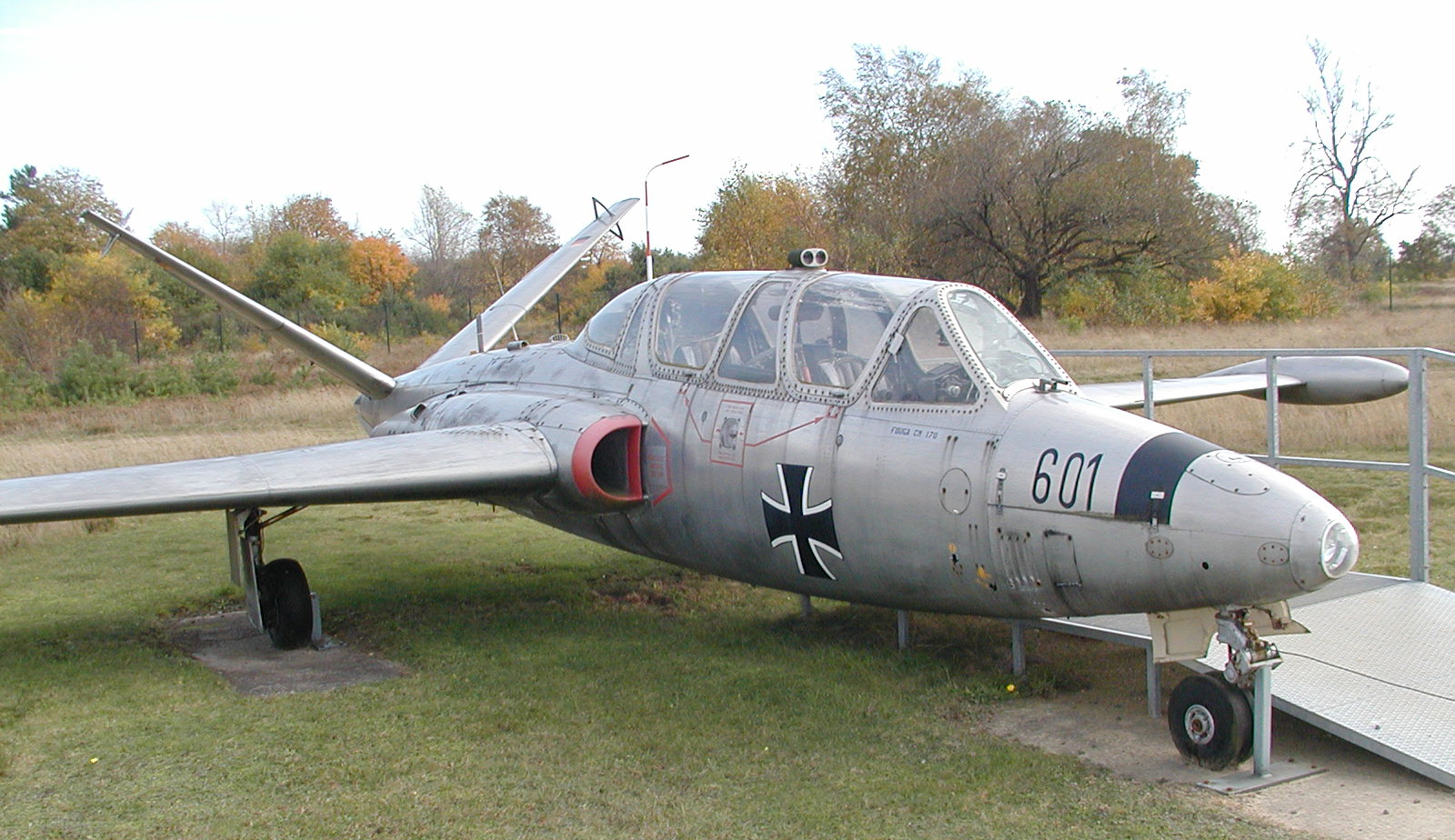
旧西ドイツ軍機

  - フィンランド空軍 - ヴァルメト社においてライセンス生産された。現在はホークに更新されている。
- アイルランド
  - アイルランド軍 - 1998年に退役するまで同航空隊唯一のジェット作戦機だった。なお、在籍していたマジステールのうち、2機はカタンガ空軍に供給されるもフェリー途中に臨検で押収されたものが転用された。
- 西ドイツ - 現在、飛行訓練はアメリカ空軍に委託して行なわれており、国内には練習機部隊が存在しない。
  - 旧西ドイツ空軍
  - 旧西ドイツ海軍

アフリカ
- アルジェリア
  - アルジェリア空軍
- カメルーン
  - カメルーン空軍
- ガボン
  - ガボン空軍 - 2024年時点で、4機のCM.170を保管中[1]。
- リビア
  - リビア空軍 - 現在はソコ G-2に更新。
- モロッコ
  - モロッコ空軍[2] - 退役済み[3]。
- ルワンダ
  - ルワンダ軍 - ルワンダ内戦で全て破壊されたと見られる。
- トーゴ
  - トーゴ空軍
- セネガル
  - セネガル空軍
- ウガンダ
  - 国民抵抗軍航空隊 - イスラエル製機を使用（新品か中古か不明）。ルワンダ同様、内戦が長く続いたためにすでに退役したと見られる。
- カタンガ
  - コンゴ動乱時に、ベルギーや旧西側諸国の支援下に同国から分裂したカタンガ鉱山国空軍（英語版）が6機発注したが、実際には3機しか引き渡されなかった。T-6テキサンとともに対地攻撃の他、国連軍の戦闘機と交戦もした。また、ダグ・ハマーショルド国際連合事務総長を乗せた航空機を撃墜した疑惑も指摘されている。動乱終結後、3機はザイール軍によって全て破壊されたと見られる。
- ビアフラ共和国
  - ビアフラ空軍 - ビアフラ戦争の後期に2機を(数少ない支援国であった)フランスに発注したものの、機体の到着前にビアフラ共和国が崩壊しキャンセルとなった。フェリー中で外国の飛行場に待機していた2機のその後の消息は不明である。

中近東、アジア
- イスラエル

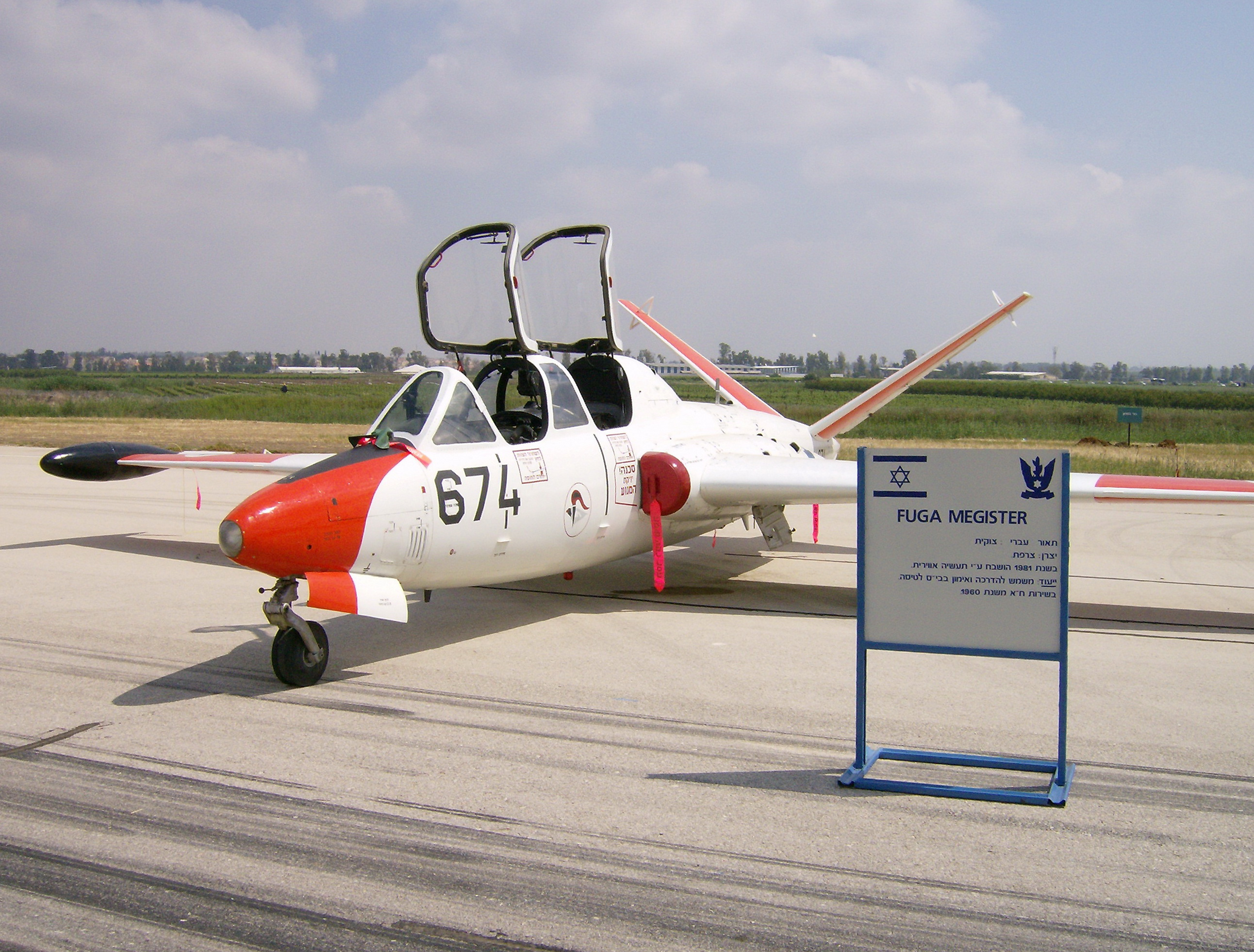
イスラエル空軍のツヅキット

  - イスラエル航空宇宙軍 - 空軍飛行学校の練習機、および曲技飛行隊"IAF エアロバティックチーム"で使用。1967年の第三次中東戦争の際には予備役部隊の第147飛行隊が対地攻撃用の軽攻撃機として作戦投入した。IAI社によってライセンス生産され、その後ツヅキットへ近代化改修。一部はウガンダやエルサルバドルに売却された。2009年から2010年にかけてT-6テキサンIIに更新された。
- レバノン
  - レバノン空軍 - 西ドイツの中古機を購入。機銃は装備しておらず、純粋な練習機と見られる。内戦後は保管措置が続いている。
- バングラデシュ
  - バングラデシュ軍 - フランス及び旧西ドイツの中古機体を使用。現在はアメリカ空軍から調達したセスナT-37と交代し退役。
- カンボジア
  - カンボジア軍 - 内戦が激化する1970年代以前に引退したと見られる。

中南米
- エルサルバドル
  - エルサルバドル空軍
- ブラジル

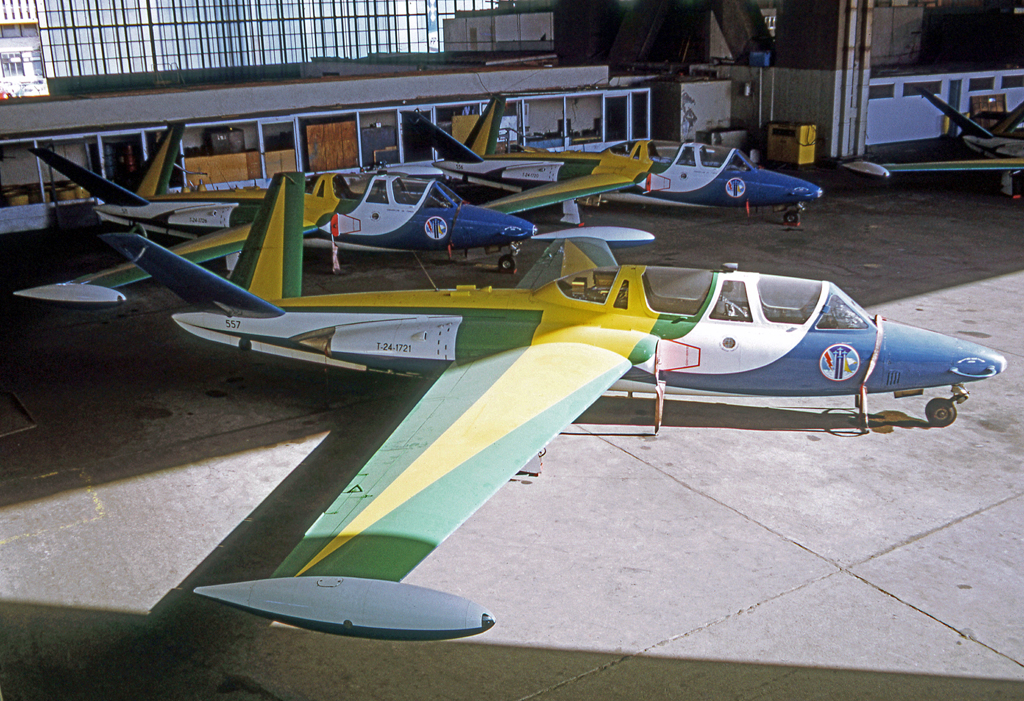
ブラジル空軍のT-24

  - ブラジル空軍 - 曲技飛行隊「エスカドリラ・ダ・フマサ」用にT-24の名称で7機を使用。1975年の解散により機体はアエロスパシアル社に買い戻されたが、チーム自体はその後復活し現在はAT-29スーパーツカノを使用している。

## 仕様 (CM.170-1)
- 乗員: 2名
- 全長: 10.06m
- 全幅: 12.15m (主翼端の増槽含む)
- 全高: 2.80m
- 翼面積: 17.30m²
- 空虚重量: 2,150kg
- 最大離陸重量: 3,200kg
- 動力: チュルボメカ マルボレII ターボジェットエンジン×2
- 定格推力: 3.92kN×2
- 最大速度: 715 km/h
- 実用上昇限度: 11,000m
- 航続距離: 1,200km (増槽使用時)
- 武装: 機首に7.5mmまたは7.62mm機関銃 (弾丸200発) 2基を搭載可能。また100kgまでの武装 (50kg無誘導爆弾、ロケット弾) を2箇所のハードポイントに搭載可能。